# Retivy (destroyer)
Le Taiyuan (104) (en chinois :太原)  est un destroyer de classe Anshan de la marine de l'Armée populaire de libération (PLAN). Il s'agit de l'ancien destroyer soviétique Retiviy (Ретивый) de classe Gnevny (Project 7)

## Historique
Il a été construit au chantier naval de Mykolaïv Black Sea Shipyard et au Chantier naval de l'Amour à Komsomolsk pour être lancé le 27 septembre 1939. Il a été mis en service le 10 octobre 1941 au sein de la flotte du Pacifique.
Il a été vendu à la Chine par l'Union soviétique avant le 4 juin 1953 et a été reçu à Qingdao le 28 juin 1955. Il a été nommé  Taiyuan le 6 juillet. En 1970, sa modernisation a été effectuée par l'ajout de deux missiles anti-navires pour devenir un destroyer à missiles guidés.

## Préservation
Le 19 septembre 1991, le Taiyuan a été retiré du service actif. Le navire a été rebaptisé Qingdao et a été ancré à Dalian comme navire-école statique pour l'Académie navale de Dalian. Le nom du navire a été hérité du destroyer lance-missiles de Type 052D.

## Galerie

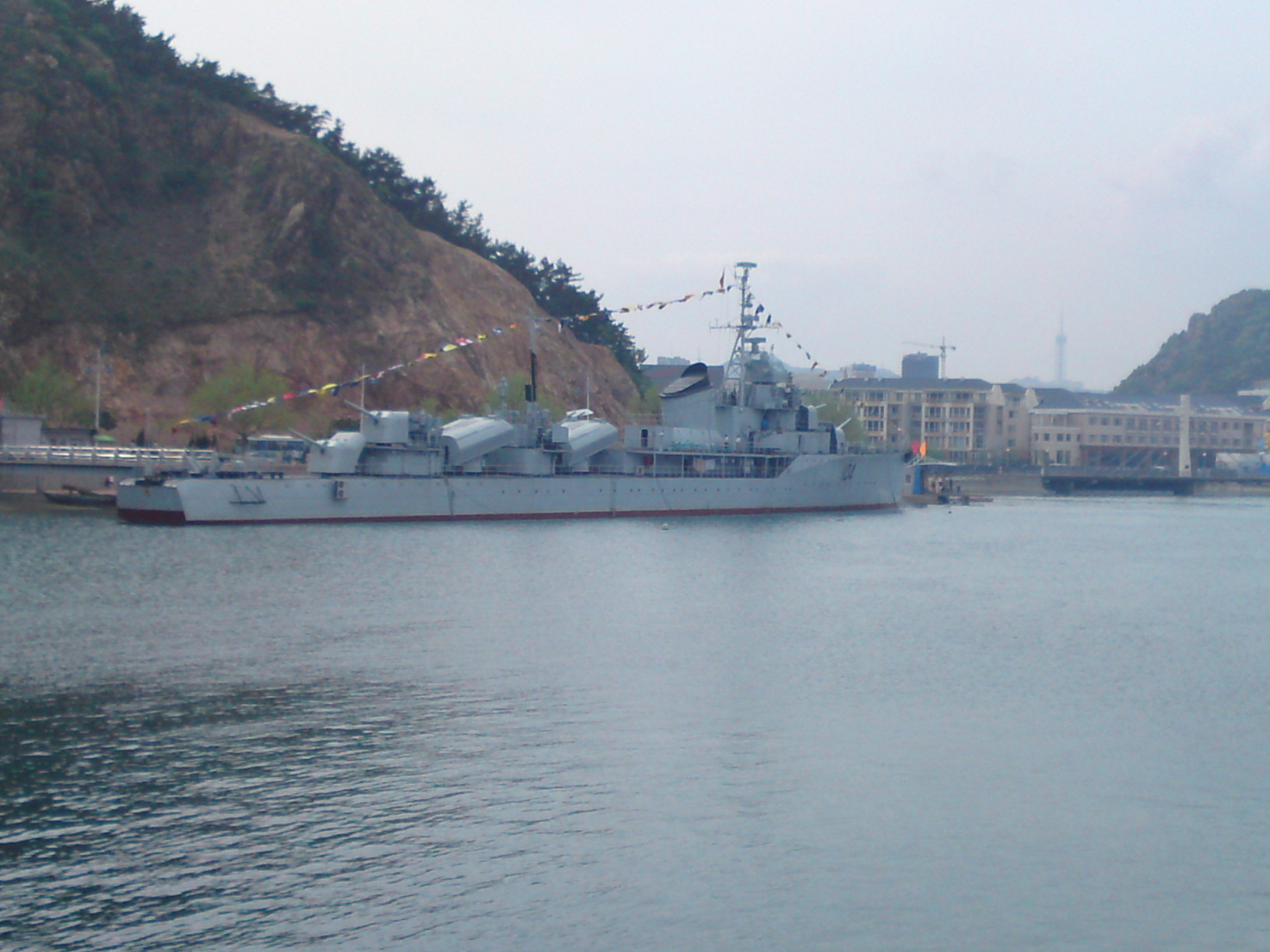
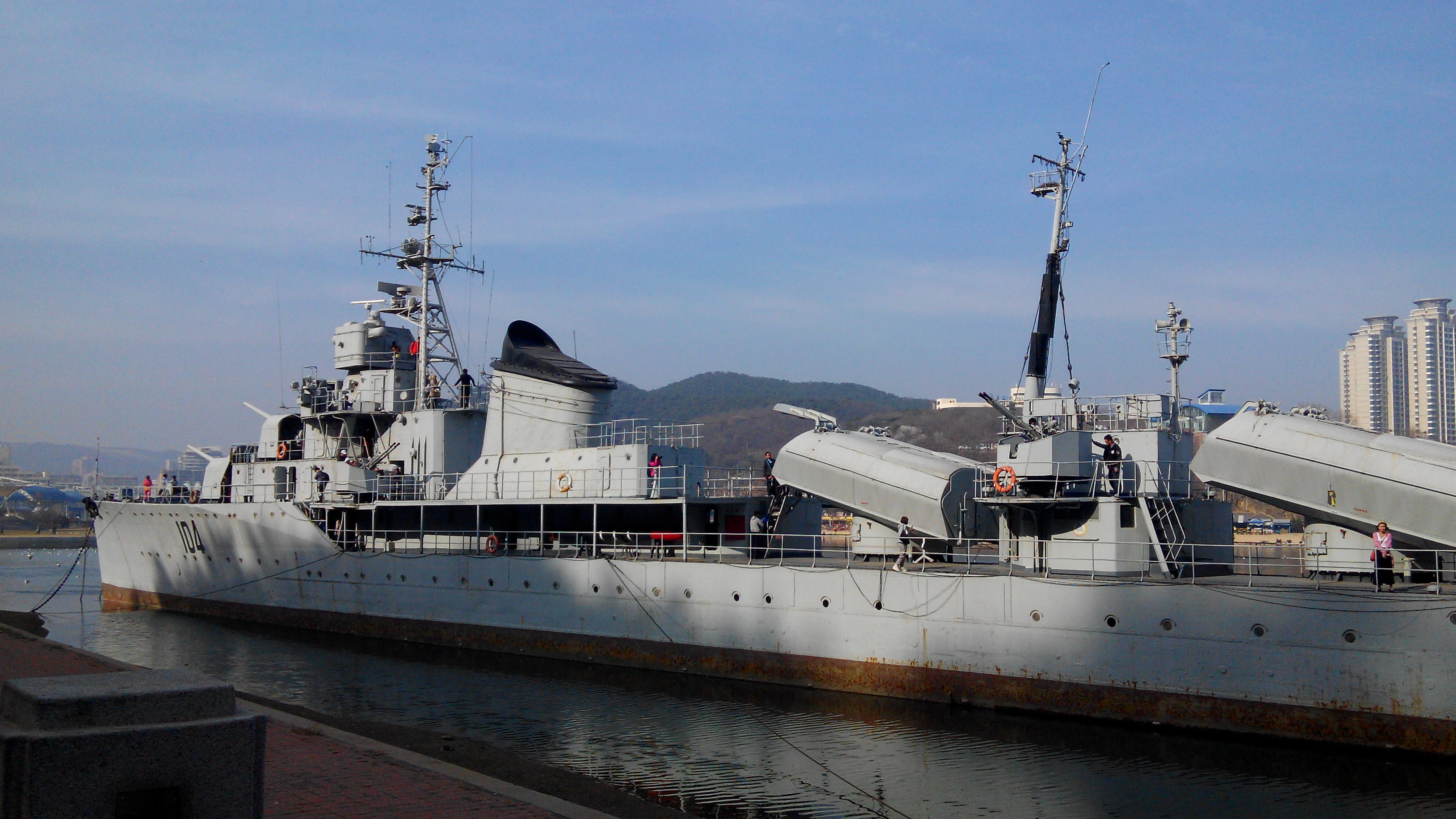
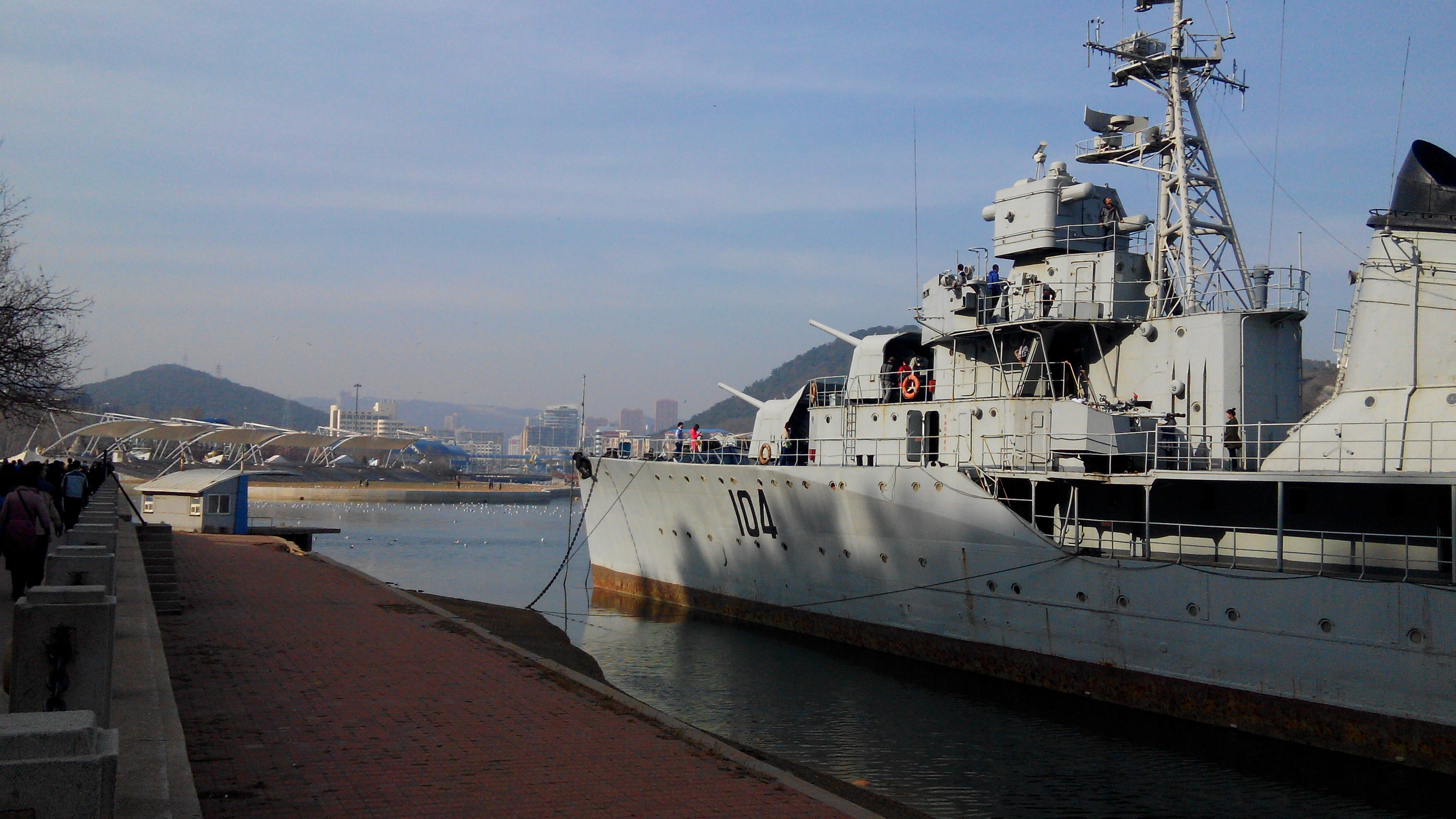